# Molops

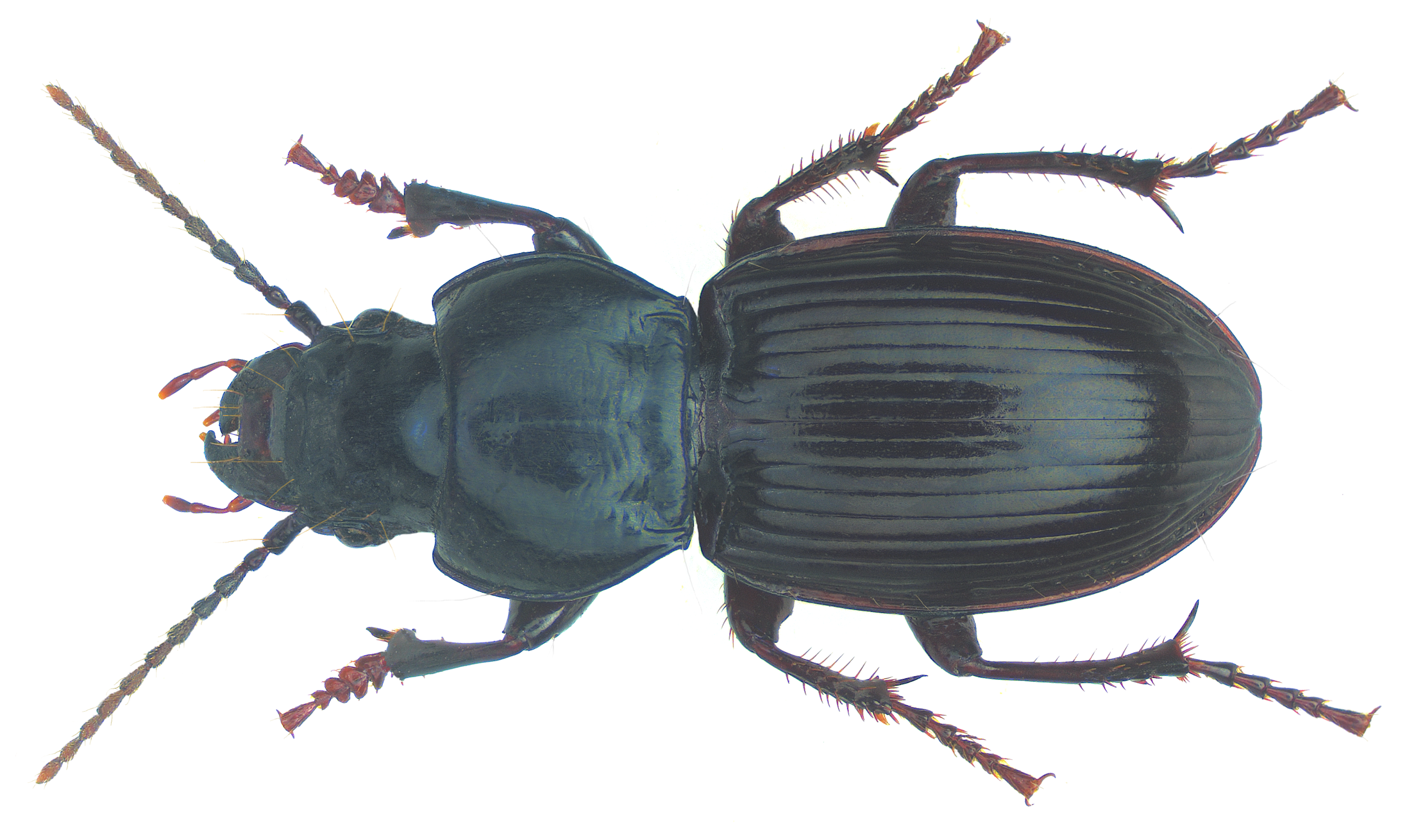
Szykoń czarnonogi

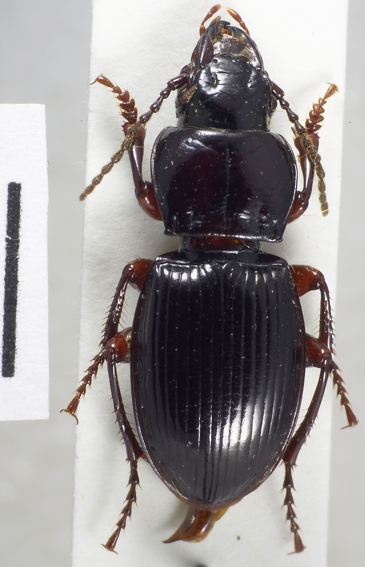
Molops rufipes sturanyi

Molops – rodzaj chrząszczy z rodziny biegaczowatych i podrodziny dzierowatych. Obejmuje 41 opisanych gatunków.

## Morfologia
Chrząszcze o ubarwieniu błyszcząco czarnym lub czarnobrązowym, czasem z brązowawymi przydatkami.
Głowa ma po dwa chetopory (punkty szczecinkowe) przy wewnętrznych krawędziach oczu, które to z kolei są dobrze rozwinięte. Czułki są stosunkowo krótkie; począwszy od trzeciego członu porośnięte są włoskami o odstających końcówkach i przylegających częściach pozostałych; drugi człon czułków osadzony jest pośrodkowo. Żuwaczki są wyraźnie krótsze od głowy, niezmodyfikowane u wierzchołka, pozbawione cheotoporu w bruździe zewnętrznej. Głaszczki szczękowe mają człon ostatni osadzony na przedostatnim przyśrodkowo. Głaszczki wargowe mają na członie przedostatnim dwie szczecinki, a kształt członu ostatniego mniej lub bardziej wrzecionowaty.
Przedplecze typowo ma dwie pary szczecinek bocznych, w tym jedną w kątach tylnych, a jeśli już obecnych jest więcej szczecinek bocznych, to te poza kątami tylnymi leżą blisko siebie i w oddaleniu od kątów przednich. Pokrywy są nieowłosione i mają pozbawiony chetoporów (punktów szczecinkowych) międzyrząd trzeci, rozszerzony u szczytu rząd dziewiąty, zaokrąglony wierzchołek oraz przecięte przed wierzchołkiem epipleury. Odnóża mają owłosione grzbietowe powierzchnie stóp. Golenie przedniej pary mają po dwie ostrogi i wycięte części przednie wewnętrznych krawędzi, a między wycięciem i wierzchołkiem są mocno rozszerzone.

## Ekologia i występowanie
Owady te zasiedlają cieniste lasy, głównie na pogórzach i w górach, ale dochodzą także do nizin. Bytują w ściółce, pod kamieniami, kłodami oraz w butwiejących pniakach. Zarówno larwy, jak i postacie dorosłe są drapieżnikami. Samice przynajmniej niektórych gatunków wykazują troskę rodzicielską o potomstwo.
Rodzaj palearktyczny, głównie europejski, aczkolwiek sięgający też zachodniej Anatolii. Centrum różnorodności osiąga na Półwyspie Bałkańskim. W Polsce stwierdzono dwa gatunki (zobacz dzierowate Polski).

## Taksonomia
Takson ten wprowadzony został po raz pierwszy w 1810 roku przez Franca Andreę Bonelliego na łamach „Mémoires de l’Academie des Sciences de Turin”. Jego gatunkiem typowym wyznaczono Carabus terricola.
Zalicza się do niego 41 opisanych gatunków, sklasyfikowanych w czterech podrodzajach:
- podrodzaj: Molops (Henrotiochromus) Busulini, 1958
  - Molops winkleri Breit, 1914
- podrodzaj: Molops (Molops) Bonelli, 1810
  - Molops albanicus Apfelbeck, 1904
  - Molops alpestris (Dejean, 1828)
  - Molops apfelbecki Ganglbauer, 1891
  - Molops biokovensis Müller, 1916
  - Molops bosnicus Ganglbauer, 1889
  - Molops bucephalus (Dejean, 1828)
  - Molops curtulus Ganglbauer, 1891
  - Molops dalmatinus (Dejean, 1828)
  - Molops dilatatus Chaudoir, 1868
  - Molops dinaricus Apfelbeck, 1904
  - Molops doderoi Schatzmayr, 1909
  - Molops elatus (Fabricius, 1801) – szykoń czarnonogi
  - Molops longipennis (Dejean, 1828)
  - Molops maderi Müller, 1933
  - Molops matchai Roubal, 1917
  - Molops merditanus Apfelbeck, 1906
  - Molops obtusangulus Ganglbauer, 1889
  - Molops osmanilis Apfelbeck, 1904
  - Molops ovipennis Chaudoir, 1847
  - Molops parreyssi Kraatz, 1875
  - Molops pentheri Apfelbeck, 1904
  - Molops peristericus Apfelbeck, 1901
  - Molops piceus (Panzer, 1793) – szykoń madej
  - Molops plurisetosus Müller, 1918
  - Molops prenjus Apfelbeck, 1902
  - Molops promissus Heyden, 1875
  - Molops reiseri Apfelbeck, 1904
  - Molops rhodopensis Apfelbeck, 1904
  - Molops robustus (Dejean, 1828)
  - Molops rufipes Chaudoir, 1843
  - Molops rufus Matits, 1911
  - Molops simplex Chaudoir, 1868
  - Molops spartanus (Schaum, 1862)
  - Molops striolatus (Fabricius, 1801)
  - Molops weiratheri Müller, 1930
- podrodzaj: Molops (Stenochoromus) Miller, 1866
  - Molops montenegrinus Miller, 1866
- podrodzaj: Molops (Typhlochoromus) Moczarski, 1913
  - Molops marcelloi (Busulini, 1957)
  - Molops stolzi (Moczarski, 1913)
- podrodzaj: incertae sedis
  - Molops wiedemanni (Chaudoir, 1850)